# Afera Watergate

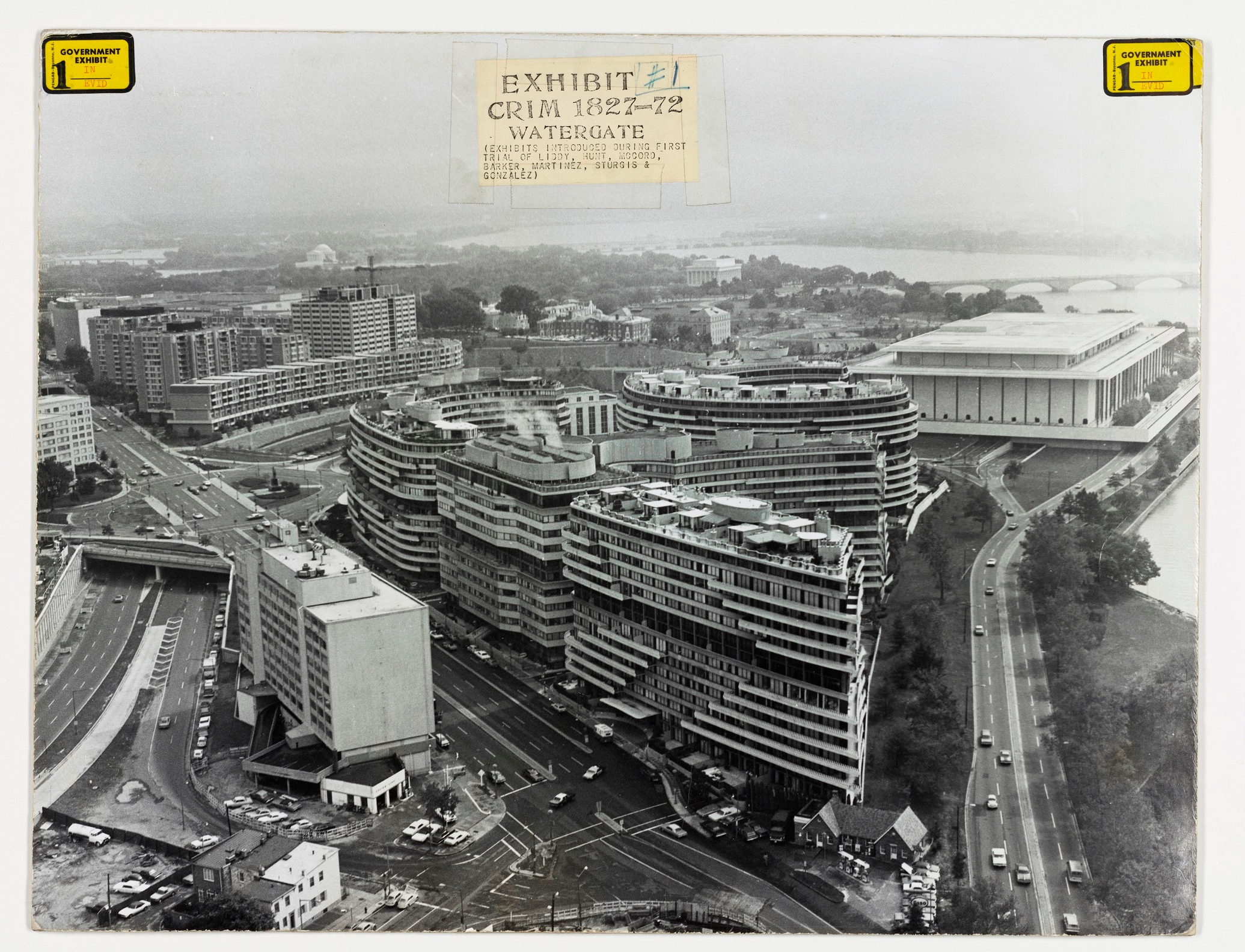
Budynki Watergate w Waszyngtonie

Afera Watergate – afera polityczna i związany z nią kryzys konstytucyjny, który miał miejsce w latach 1972–1974 w Stanach Zjednoczonych i w wyniku którego prezydent USA, Richard Nixon, ustąpił ze stanowiska.

## Tło afery
Przyczyną afery były nielegalne działania administracji Nixona skierowane przeciwko jego przeciwnikom politycznym. Działania te rozpoczęły się na kilka lat przed wyborami w 1972, gdy Nixon, zagrożony utratą poparcia wyborców przez kontynuowanie udziału Stanów Zjednoczonych w wojnie wietnamskiej, podjął decyzję o użyciu wyjątkowych środków, by zapewnić sobie wybór na drugą kadencję. W tym celu założył specjalny Komitet Reelekcji Prezydenta, oficjalną organizację do wspierania jego kampanii wyborczej. W rzeczywistości organizacja ta skupiła wokół siebie zróżnicowaną grupę ludzi lojalnych wobec prezydenta, których zadaniem było przeprowadzanie przeróżnych nielegalnych działań mających zaszkodzić przeciwnikom politycznym Nixona. Przykładową operacją tej grupy była próba skompromitowania Daniela Ellsberga przez wykradzenie akt lekarskich z gabinetu jego psychiatry w celu znalezienia w nich kompromitujących materiałów. Z początku działania te, nawet jeśli wykryte, uchodziły bezkarnie, gdyż nikt nie mógł wykazać amerykańskiej opinii publicznej i amerykańskim organom sprawiedliwości prawdziwego źródła tych operacji.

## Przebieg

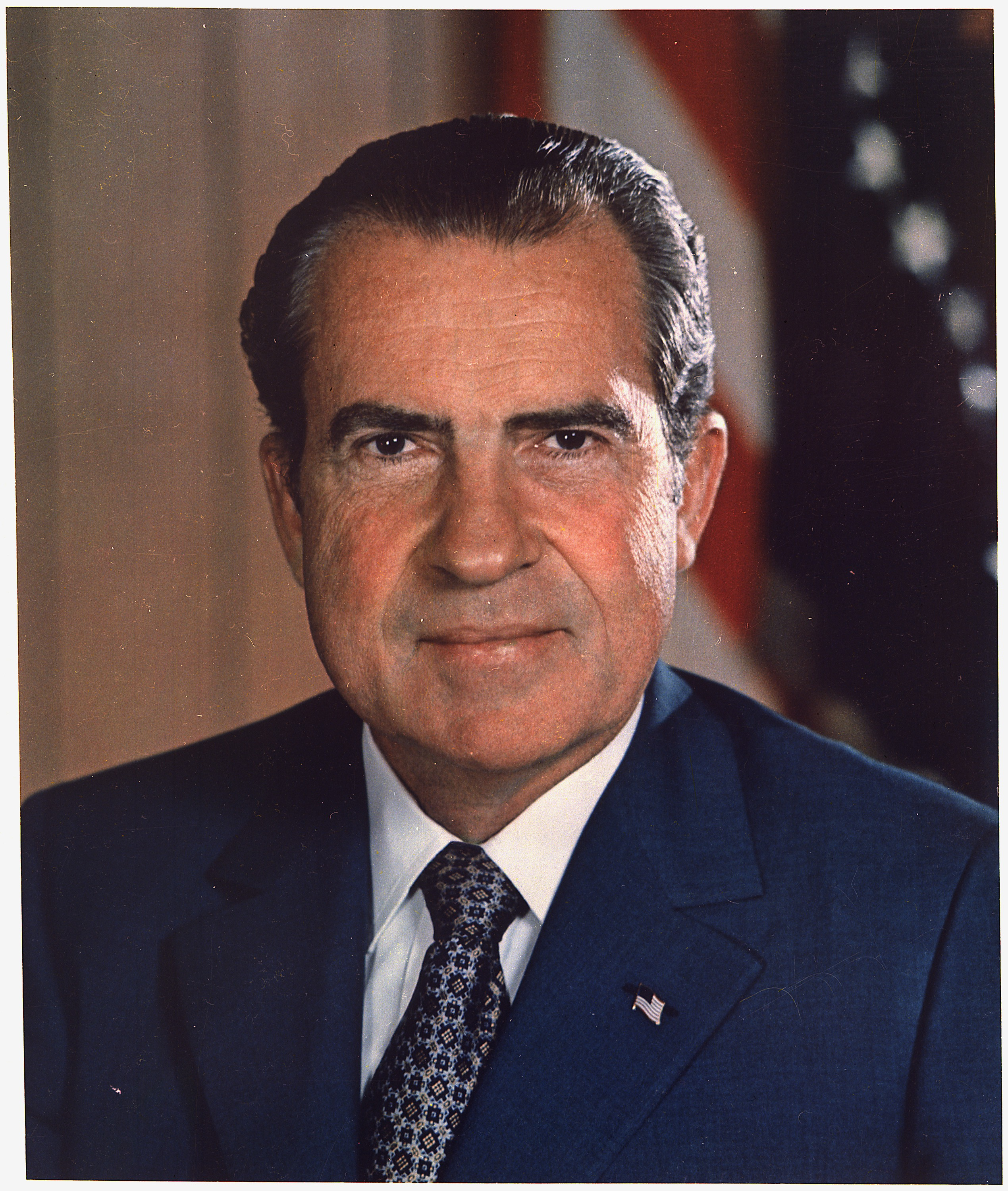
Richard Nixon

### Zatrzymanie w kompleksie Watergate
Pierwszą z tych operacji, która zakończyła się wpadką jej uczestników, tak zwanych hydraulików, i która w rezultacie doprowadziła do wyjścia na jaw całego łańcucha nielegalnych działań i w końcu do dymisji Nixona, była nieudana próba zainstalowania podsłuchu w siedzibie sztabu wyborczego amerykańskiej Partii Demokratycznej w Waszyngtonie. Siedziba mieściła się w budynku biurowym ulokowanym w kompleksie Watergate, stąd nazwa włamania i następnie całej afery.
W nocy 17 czerwca 1972 przyłapano na gorącym uczynku pięć osób biorących udział w tej operacji. Wśród zatrzymanych znajdował się James McCord, pracownik Komitetu Reelekcji Prezydenta, utrzymujący kontakt z bliskim doradcą prezydenta. To mogło dawać podejrzenie, że we włamanie zamieszani są ludzie na najwyższym szczeblu administracji Nixona, jednak nie było co do tego niepodważalnych dowodów. Sprawa nie zdobyła szerszego rozgłosu przed wyborami prezydenckimi jesienią 1972 – Nixon wygrał dużą większością głosów, zdobywając drugą kadencję.
Zainteresowanie sprawą jednak nie zniknęło i z biegiem czasu zaczęły docierać do opinii publicznej kolejne dowody – najpierw powiązań administracji Nixona z włamywaczami, a następnie rewelacje o kolejnych nielegalnych działaniach ludzi prezydenta. Główną rolę odegrali tutaj dziennikarze gazety „Washington Post” – Bob Woodward i Carl Bernstein – wspierani przez przecieki od anonimowego źródła, wysoko ulokowanego współpracownika administracji, którego Woodward i Bernstein nazywali pseudonimem Głębokie Gardło (Deep Throat). Dopiero 31 maja 2005 wyszło na jaw, że był nim Mark Felt, w tamtym okresie wicedyrektor Federalnego Biura Śledczego (FBI), bezpośrednio zaangażowany w dochodzenie tej agencji w sprawie włamania w kompleksie Watergate. Felt był zszokowany próbami zatuszowania włamania przez administrację i dlatego zdecydował się współpracować z dziennikarzami.

### Działania Kongresu
Pod wpływem następnych doniesień powołano komisję senacką do zbadania zakulisowych rozgrywek podczas kampanii prezydenckiej. Przesłuchania tej komisji, tzw. Senate Watergate Committee, trwały od 17 maja do 7 sierpnia 1973 i były w dużej części nadawane przez amerykańskie stacje telewizyjne. Ocenia się, że około 85% Amerykanów oglądało przynajmniej część tych przesłuchań, dowiadując się w ten sposób o wielu kompromitujących i nielegalnych działaniach administracji i w wyniku tego tracąc zaufanie do Nixona. Podczas przesłuchań stawało się coraz bardziej jasne, że wysocy urzędnicy Białego Domu popełnili szereg przestępstw, ale nie wiadomo było, do jakiego stopnia Nixon wiedział o tych działaniach.
13 lipca niespodziewanie wyszło na jaw podczas przesłuchań, że w Białym Domu istnieje automatyczny system nagrywający wszystkie rozmowy tam prowadzone. Ta informacja zmieniła cały charakter dochodzenia, gdyż prawie natychmiast Senat zaczął domagać się dostępu do taśm z nagraniami, które w przekonaniu senatorów mogły zawierać dowody nielegalnych działań Nixona i jego otoczenia. Równocześnie Nixon bronił się przed wydaniem taśm, usprawiedliwiając to specjalnymi uprawnieniami prezydenta.
Od 18 maja dochodzenie prowadził również prokurator specjalny, Archibald Cox. Gdy ten nie przestał domagać się wydania taśm pomimo próśb prezydenta, został przez niego zdymisjonowany 20 października. Na jego miejsce Nixon wyznaczył Leona Jaworskiego. Nixon stopniowo udostępnił część taśm, z początku tylko w formie pisemnych sprawozdań z wieloma fragmentami usuniętymi pod pretekstem chronienia tajnych informacji. Kolejną kompromitacją prezydenta było zniknięcie 18 minut nagrania z kluczowej taśmy, co było fałszywie usprawiedliwiane przez Biały Dom pomyłką sekretarki. Wydawanie kolejnych taśm podgrzewało atmosferę polityczną. Kwestia ich wydania stała się kluczową sprawą afery, a konflikt prawny na tej płaszczyźnie toczył się do 24 lipca 1974, kiedy Sąd Najwyższy Stanów Zjednoczonych wydał jednomyślną decyzję, że Nixon musi udostępnić wszystkie taśmy.

### Ustąpienie Nixona

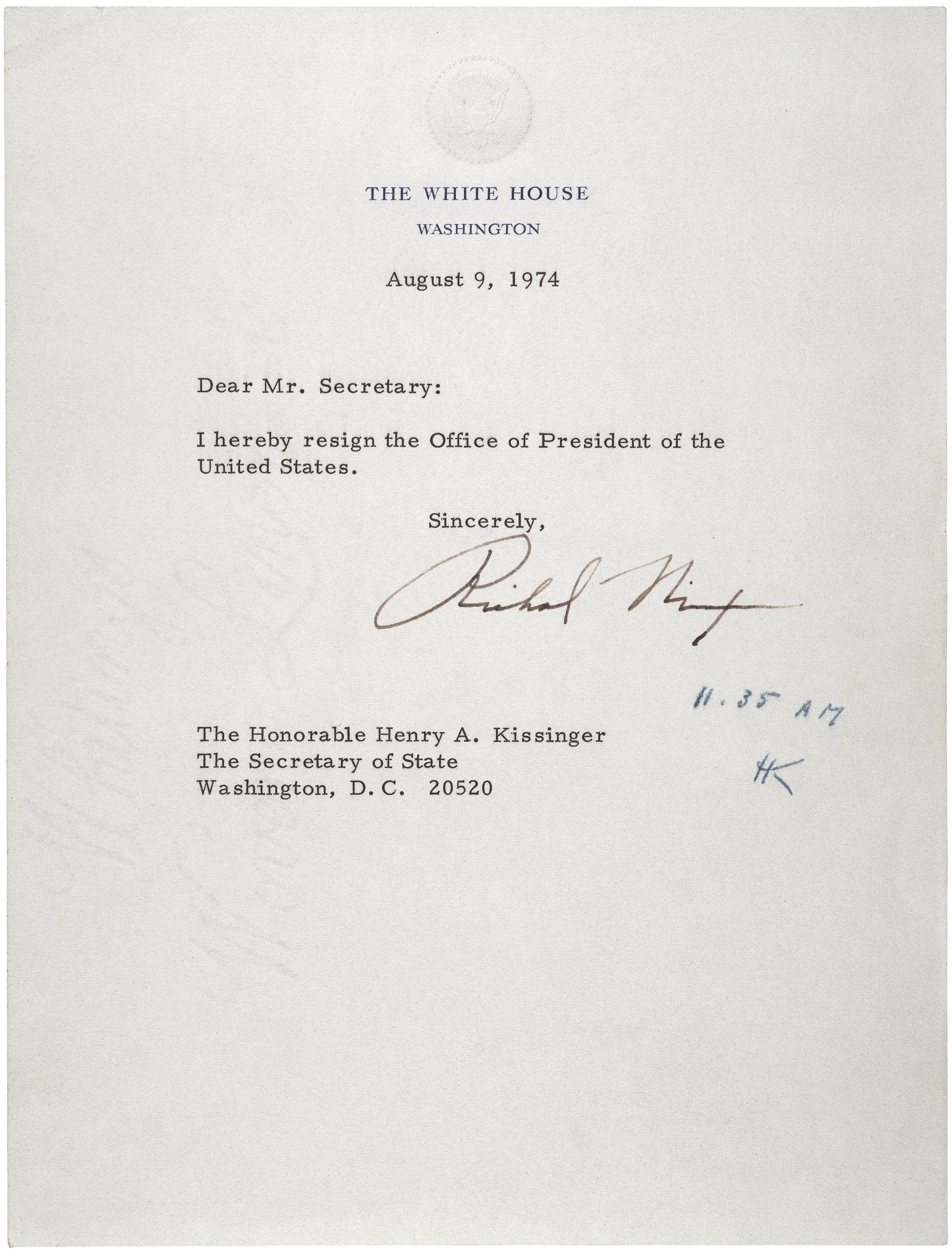
Pismo Nixona z oświadczeniem o ustąpieniu z urzędu prezydenta (9 sierpnia 1974)

Od początku 1974, Izba Reprezentantów wszczęła procedurę impeachmentu prezydenta. Do postawienia prezydenta w stan oskarżenia nie doszło, gdyż Nixon 9 sierpnia 1974 sam ustąpił z urzędu. Jego następcą został Gerald Ford, który w miesiąc po rezygnacji Nixona, 8 września, wydał szeroki akt ułaskawienia, zamykając tym samym możliwość pociągnięcia Nixona do odpowiedzialności prawnej za jego nielegalne działania podczas prezydentury. Nixon przyznał się do popełnionych błędów w trakcie wywiadu przeprowadzanego przez Davida Frosta.

## Wpływ afery na Stany Zjednoczone
Afera miała szeroki wpływ na amerykańskie społeczeństwo i system polityczny. Nastąpił znaczny spadek zaufania do urzędu prezydenta i do amerykańskiego rządu, już przedtem osłabionego w wyniku amerykańskiego zaangażowania w Wietnamie. By zapobiec powtórzeniu się podobnej afery, w następnych latach wprowadzono szereg praw mających na celu ograniczenie zdolności prezydenta do prowadzenia nielegalnych działań. Ograniczono działania dozwolone agencjom wywiadowczym. Aparat rządu federalnego stał się bardziej przejrzysty. Coroczne ujawnianie informacji podatkowej przez polityków stało się normą.
Nixon nie był pierwszym prezydentem, który miał system nagrywania rozmów w Białym Domu – pierwszy zainstalowano już w latach administracji Franklina Roosevelta, niemniej od czasu afery Watergate nagrywanie rozmów zakończyło się przynajmniej według oficjalnie dostępnych informacji. Taśmy z nagraniami rozmów Nixona i wcześniejszych prezydentów są dziś ważnymi źródłami dla historyków.
Afera wykazała, jak silną „czwartą władzą” stały się media, które w następnych latach stały się dużo odważniejsze w śledzeniu prawidłowości działań polityków. Od czasu Watergate nazwy wielu innych mniejszych i większych afer w Stanach Zjednoczonych zaczęto tworzyć za pomocą przyrostka „-gate”, np. „Zippergate, pizzagate etc.”.